# 山西体育职业学院
山西体育职业学院是位于中华人民共和国山西省太原市的一所全日制公办普通高等体育类專科學校。学校由山西省人民政府举办，并由山西省教育厅主管。

## 历史沿革
学校的历史最早可以追溯到1956年的太原体育学校，由国家体委管辖；1958年9月，中共中央及國務院發出《關於教育工作的指示》，提出要多快好省地發展教育事業，山西省也出現大辦教育熱潮，太原体育学校与山西省体育竞技训练队合并成立山西体育学院；1959年，转设为山西体育专科学校，1960年，山西体育学院复设。1962年，中共山西省委及山西省人民委员会調整省內高校數量，山西体院被裁撤，并入山西大学。1964年，山西大学运动系脱离山大，成立山西体育干部学校，1977年，学校更名为山西省体育运动学校:229。1980年，山西大学成立体育专科班:389，1991年，山大体育专科班转设运动训练专科班:482。
2004年，山西省体育运动学校与山西大学运动训练专科班合并，成立山西体育职业学院，建制延续至今。

## 现况
山西体育职业学院为山西省重要的体育人才培训基地，学校开设了数个专科专业、五年一贯制中专专业，亦承担北京体育大学山西函授站的成人教育教学任务，亦与山西大学合作开设了全日制的、本科层次的运动训练专业。